# Референдум в Кыргызстане (2003)
Референдум по двум вопросам прошёл в Кыргызстане 2 февраля 2003 года. На нём избиратели должны были одобрить либо отклонить поправки к Конституции, а также решить вопрос о том, позволено ли президенту Аскару Акаеву оставаться в должности до 2005 года. Оба вопроса были одобрены большинством голосов.

## Суть поправок к Конституции
Вынесенные на референдум поправки к Конституции предусматривали:
- расширение полномочий президента;
- сокращение полномочий Жогорку Кенеша
- преобразование Жогорку Кенеша из двухпалатного парламента в однопалатный;
- сокращение числа депутатов Жогорку Кенеша со 105 (в обеих палатах) до 75 (в одной палате);
- расширение полномочий Конституционного суда (КС) по проверке политических партий, общественных и религиозных организаций на соответствие конституции; в то же время — сокращение полномочий КС по ряду других вопросов[1].

## Результаты

### Конституционные поправки
| За или против                     | Число голосов | %     |
| --------------------------------- | ------------- | ----- |
| За                                | 1 889 203     | 89,24 |
| Против                            | 227 587       | 10,76 |
| Недействительных голосов          | 20 532        | —     |
| Всего                             | 2 137 322     | 100   |
| Зарегистрировано избирателей/явка | 2 465 684     | 86,68 |
| Источник: Direct Democracy        |               |       |

### Разрешение президенту Акаеву остаться на своём посту до 2005 года
| За или против                     | Число голосов | %     |
| --------------------------------- | ------------- | ----- |
| За                                | 1 941 558     | 91,75 |
| Против                            | 174 467       | 8,25  |
| Недействительных голосов          | 21 195        | —     |
| Всего                             | 2 137 220     | 100   |
| Зарегистрировано избирателей/явка | 2 465 684     | 86,67 |
| Источник: Direct Democracy        |               |       |